# Orthostichella viridis
Orthostichella viridis är en bladmossart som först beskrevs av C. Müller, och fick sitt nu gällande namn av C. Müller 1879. Orthostichella viridis ingår i släktet Orthostichella och familjen Meteoriaceae. Inga underarter finns listade i Catalogue of Life.